# Èxode jueu dels països àrabs

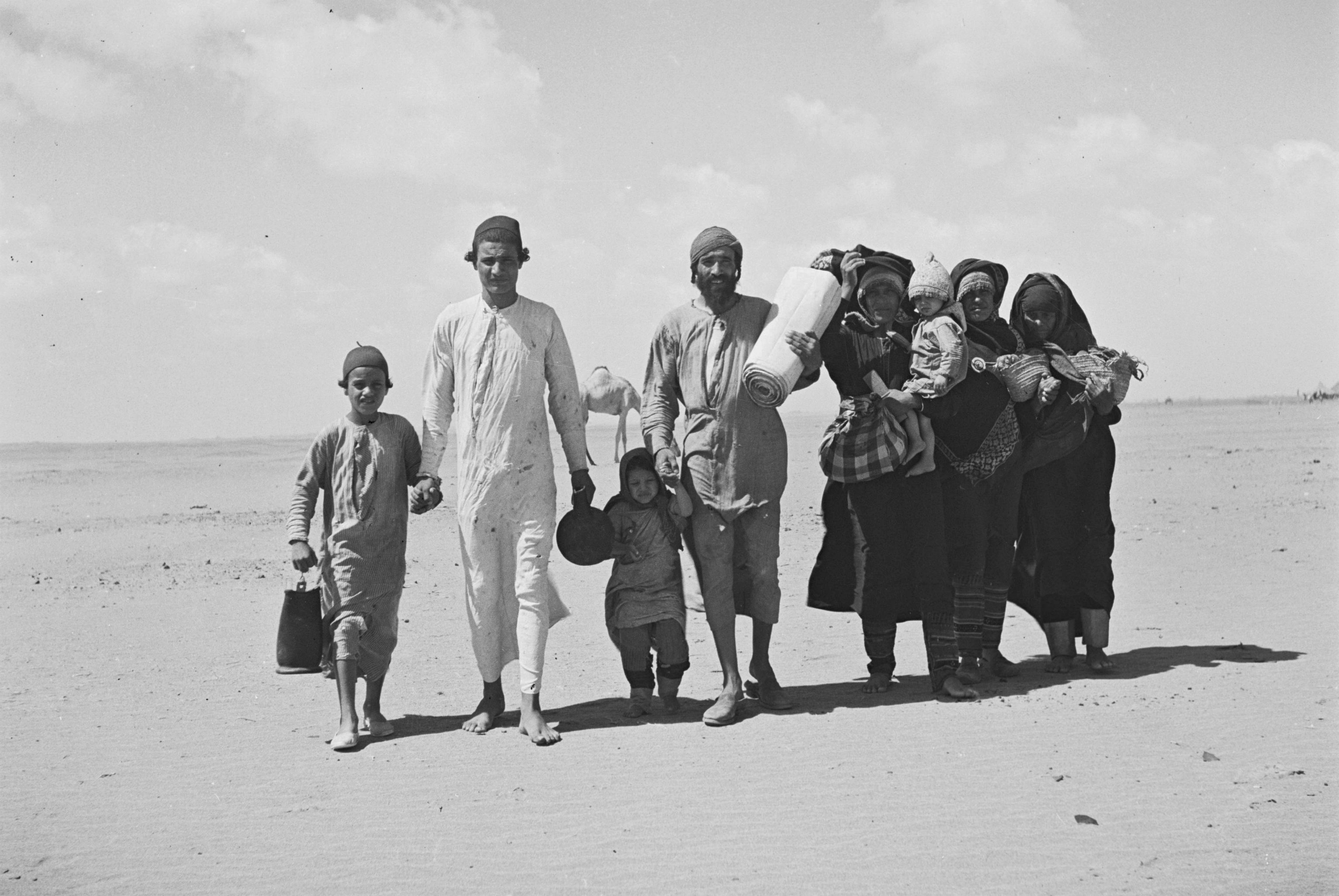
Jueus del Iemen

Es coneix com a èxode jueu de terres àrabs les emigracions massives o expulsions de jueus, sobretot sefardites i mizrahim, procedents de països àrabs i islàmics i que van tenir lloc en els anys posteriors al Conflicte araboisraelià de 1948. El fenomen va tenir característiques diferents segons el país, encara que en general va reduir moltes de les comunitats jueves fins a la seva pràctica desaparició. En molts d'aquests països es pot rastrejar la presència d'aquestes comunitats fins a èpoques prèvies a la islamització o arabització d'aquestes terres. En alguns casos l'emigració es va deure a pogroms i altres expressions d'antisemitisme, mentre que altres van obeir a un procés d'emigració molt més llarg ia causa d'una multiplicitat de factors, entre els quals segueixen estant els ressons del conflicte araboisraelià, als quals s'afegeixen econòmics, culturals i altres. Típicament, l'emigració va ser l'etapa final de la prèvia discriminació, fustigació, persecució i confiscació de béns duta a terme per la població àrab o bé per les mateixes agències governamentals àrabs. Aproximadament dos terços dels jueus afectats van emigrar a l'Estat d'Israel, altres destinacions habituals van ser els Estats Units, Canadà i França.

## Raons de l'emigració
La discriminació, la violència, la fustigació, la persecució i la confiscació de béns als ciutadans jueus als països àrabs va ser una constant. En resposta, l'emigració jueva a Israel es va intensificar. La gran majoria dels jueus dels països àrabs ja han emigrat, preferentment a l'actual Estat d'Israel.
Anteriorment esporàdica, l'emigració jueva dels Estats àrabs va marxar accelerant arran de la creació de l'Estat d'Israel el 1948. El procés es va accelerar a mesura que les nacions àrabs es van independitzar de les metròpolis franceses, britàniques i italianes. A més, el sentiment antisemita en la majoria dels Estats àrabs es va veure agreujat pel conflicte araboisraelià de 1948. Després de la Guerra dels Sis Dies el 1967 només van quedar restes de les comunitats jueves. En un ampli percentatge es va produir la prèvia confiscació de tots els seus béns, en molts casos l'emigració no va ser opcional sinó que van ser expulsats. En conseqüència la comunitat jueva als països àrabs es va reduir de més de 800.000 el 1948 a aproximadament 16.000 el 1991.3

## Història dels jueus al món àrab
L'assentament jueu en tot el creixent fèrtil, que actualment està dividit en diversos Estats àrabs, està ben documentat des del primer mil·lenni. Després de la conquesta d'aquestes terres pels àrabs musulmans, als jueus, juntament amb els cristians i els zoroastrians se'ls atorgava l'estatut jurídic de dhimmi, que en àrab significa pacte. Aquest va ser un concepte de l'antic Dret Islàmic (Sharia), d'acord amb el qual els jueus i els cristians (i de vegades els membres d'altres religions considerades monoteistes, com els zoroastrians), anomenats genèricament "pobles del Llibre ", vivien sota la « protecció » del sultà o governant musulmà, amb drets i deures « diferencials ». Típicament, la "gent de la dhimma " estava exempta del servei militar i de l'impost religiós, anomenat azaque, però en el seu lloc havia de pagar un impost de capitació denominat yizia (جزية), i un impost sobre la terra (jaraj), a més d'acatar l'autoritat del sultà, així mateix tenia dret a practicar la seva fe (encara que amb severes limitacions) ia tenir els seus propis jutges en qüestions civils, com ara matrimonis, divorcis, successions, etc. A la pràctica, el tractat era insegur i inestable i condemnava a una enorme precarietat als no musulmans, ja que el pacte podia suspendre en qualsevol moment, o imposar nous impostos de forma arbitrària, o segrestar als caps espirituals i demanar rescat per ells o practicar el devshirmeh o «impost de sang » (el reclutament i conversió forçosa de nens per ensenyar-los a combatre), que els sultans otomans van practicar durant tres segles contra els cristians i que suposava una violació de la " dhimmah ".
Assassinats en massa de jueus i morts degudes a la inestabilitat política, però, es van produir al nord d'Àfrica a través dels segles, i especialment al Marroc, Líbia i Algèria, on finalment els jueus es van veure obligats a viure en guetos. 4 Els decrets que ordenaven destruir sinagogues es van promulgar en diverses ocasions en l'Edat Mitjana a Egipte, Síria, l'Iraq i el Iemen. Hi ha casos de jueus que es van veure obligats a convertir a l'Islam o van ser matats al Iemen, Marroc i Bagdad.5
La situació, en la qual els jueus gaudien de vegades de prosperitat tant cultural com econòmica, però que posteriorment van ser molt perseguits en altres moments, ha estat resumida per GE von Grunebaum de la següent manera:
No seria difícil reunir els noms d'un nombre molt important de jueus súbdits o ciutadans del món islàmic que hagin aconseguit algun alt rang, poder, gran influència financera, i hagin estat reconeguts pels seus importants èxits intel·lectuals, i el mateix podria fer-se amb els de cristians. Però tampoc seria difícil compilar una molt llarga llista de persecucions, confiscacions arbitràries, intents de conversions forçades o pogromos.6
El 1945, hi va haver entre 758.000 i 881.000 jueus (vegeu el quadre adjunt) que vivien en comunitats de tot el món àrab. Avui en dia, hi ha menys de 7000. En alguns països àrabs, com Líbia (que va tenir una vegada un 3% de jueus), la comunitat jueva ja no existeix, en altres només uns pocs centenars de jueus continuen vivint.

## Població jueva
| País o territori                                              | 1948            | 1972                                     | 2001                                     | 2008                                     |
| ------------------------------------------------------------- | --------------- | ---------------------------------------- | ---------------------------------------- | ---------------------------------------- |
| Aden                                                          | 8.000           | -                                        | 0                                        | 0                                        |
| Algèria                                                       | 140.000         | 1.000                                    | 0                                        | 0                                        |
| Bahrain                                                       | 550-600         | -                                        | 36                                       | circa 50                                 |
| Egipte                                                        | 75.000-80.000   | 500                                      | 100                                      | 100 (2006)                               |
| Iraq                                                          | 135.000-140.000 | 500                                      | 200                                      | <100 (7-12 a Bagdad)                     |
| Líban                                                         | 5.000-20.000    | 2.000                                    | <150                                     | 20-40 (a Beirut)                         |
| Libia                                                         | 35.000-38.000   | 50                                       | 0                                        | 0                                        |
| Marroc                                                        | 250.000-265.000 | 31.000                                   | 5.230                                    | 3.000 (2006)                             |
| Mandat de Palestina (només la part administrada per Jordània) | 10.000          | 0 (sense comptar els assentaments jueus) | 0 (sense comptar els assentaments jueus) | 0 (sense comptar els assentaments jueus) |
| Sudan                                                         | 350             | -                                        | 0                                        | 0                                        |
| Síria                                                         | 15.000-30.000   | 4.000                                    | 100                                      | 100 (2006)                               |
| Tunisia                                                       | 50.000-105.000  | 8.000                                    | 1.000                                    | circa 1.100 (2006)                       |
| Iemen                                                         | 45.000-55.000   | 500                                      | 400-600                                  | 330–350                                  |
| Total                                                         | 758.350-881.350 | -                                        | <7.300                                   | <6.400                                   |

## Jueus que van escapar dels països àrabs
Després de la guerra entre àrabs i israelians el 1948, l'èxode d'aproximadament 711.000 (estimació de l'ONU) refugiats àrabs, la creació de l'Estat d'Israel i la independència dels països àrabs del control europeu, es van deteriorar les condicions de vida dels jueus als països del món àrab. En les següents dècades, la majoria dels jueus hauria d'abandonar el món àrab. La seva partida i les seves motivacions es descriuen a continuació país per país.
Poc després de la declaració de la creació d'Israel el 1948, més de 45.000 jueus van emigrar dels països àrabs cap a Terra Santa. Encara que alguns d'ells van emigrar per la influència del sionisme, que va proclamar el dret del poble jueu a tornar a la seva pàtria, la majoria va arribar a Israel com a resultat de la persecució als països àrabs.
La resolució de les Nacions Unides sobre la partició del Mandat Britànic de Palestina al novembre de 1947 i la declaració de l'Estat d'Israel al maig de 1948 van donar lloc a accions contra els jueus als països àrabs. Alhora, diversos països àrabs van començar a prendre severes mesures contra els jueus que operaven dins d'ells per fomentar la seva emigració a Israel. Els pogroms àrabs contra els jueus es van estendre per tot el món àrab, i es van intensificar els disturbis al Iemen i Síria en particular. A Líbia, als jueus se'ls va privar de la ciutadania, ia l'Iraq, les seves propietats van ser confiscades. Com a resultat d'això, un gran nombre de jueus es van veure obligats a emigrar i no se'ls va permetre portar els seus béns. Entre 1948 i 1951, desenes de milers de jueus de l'Iraq i Iemen van arribar a Israel a través d'un pont aeri organitzat per les autoritats israelianes i les comunitats locales.17
El 1951, aproximadament el 30% de la població a Israel es componia de jueus originaris dels països àrabs, i al voltant de 850.000 jueus van emigrar dels països àrabs entre 1948 i 1952. Durant aquest temps 586.269 jueus van arribar a Israel des de països àrabs, i 3.136.436 de persones viuen avui a Israel, inclosos els seus fills, el que representa aproximadament el 41% de la població total.18

### Marroc

Bandera del Marroc

Les comunitats jueves a l'islam han viscut sovint en guetos coneguts com a mellah, que han existit al Marroc almenys durant 2000 anys.
Les massacres a gran escala (com la de 6000 jueus a Fes, Marroc el 1033, més de 100.000 jueus a Fes i Marrakech en 1146 i novament a Marràqueix el 1232) 19 van ser acompanyades per la discriminació sistemàtica a través dels anys. Entre els segles XIII i XV els jueus van ocupar alguns llocs importants dins del govern, en general, per aplicar les decisions. Cert nombre de jueus, que van fugir per l'expulsió d'Espanya i Portugal, es van establir al Marroc al segle xv i posteriorment molts van passar a l'Imperi Otomà.
La imposició d'un protectorat francès el 1912 va alleujar en part la discriminació. De totes maneres, els assalts a les jueries comesos per grups àrabs seguien sent constants. Amb l'adveniment de la Segona República Espanyola i motivats per les reiterades declaracions de diferents líders republicans, en el sentit que es concediria la nacionalitat espanyola als sefardites descendents dels antics expulsats pels decrets dels Reis Catòlics, les gestions dels caps de les comunitats jueves per obtenir aquesta nacionalitat van ser ingents però infructuoses. Més tard, i després de la Guerra Civil Espanyola, molts dels jueus que van veure frustrades les seves esperances d'aconseguir la ciutadania espanyola van acabar als camps de concentració nazis.
El règim de Vichy durant la Segona Guerra Mundial va promulgar al Marroc lleis discriminatòries contra els jueus, com per exemple, que els jueus no podien obtenir cap tipus de crèdit, els jueus que tenien cases o negocis a veïnats europeus van ser expulsats, als jueus se'ls va restringir l'exercici d'algunes professions, com a dret i medicina. El rei Muhammad V va expressar personalment el seu disgust per aquestes lleis i va assegurar als líders jueus marroquins que ell mai posaria una mà «a qualsevol de les persones o els seus béns ». Si bé no hi ha proves concretes de què realment s'hagi pres totes les mesures per defensar als jueus del Marroc, s'ha argumentat que van poder haver treballat darrere de l'escena en el seu nombre.
Al juny de 1948, poc després que es creés Israel i enmig de la primera guerra àrab - israeliana, van esclatar revoltes contra jueus a Oujda i Djerada, causant la mort de 44 jueus. Entre 1948-1949, 18.000 jueus van abandonar el país amb rumb a Israel. Després va continuar l'emigració jueva (cap a Israel i altres parts), però va disminuir a uns pocs milers a l'any. A principis dels anys 50, les organitzacions sionistes van encoratjar l'emigració, en particular al sud, la regió més pobra del país, veient els jueus marroquins com a valuosos contribuents a l'Estat jueu:
Aquests jueus constitueixen el millor i l'element humà més convenient per al seu establiment en els centres d'absorció d'Israel. Hi ha molts aspectes positius que vaig trobar entre ells: en primer lloc, tots coneixen les seves tasques (l'agricultura), i la seva transferència a les labors agrícoles a Israel no comportarà dificultats físiques i mentals. Estan satisfets amb poc (necessitats materials), el que els permetrà enfrontar els seus primers problemes econòmics.
Yehuda Grinker (un organitzador de l'emigració jueva des de l'Atles), L'Emigració de l'Atles Jueu a Israel, Tel-Aviv, L'Associació d'immigrants marroquins a Israel, 1973.) 23
El 1956, el Marroc va obtenir la seva independència. Jueus van ocupar diversos càrrecs polítics, entre ells tres escons al parlament i el lloc de Ministre de Correus i Telègrafs en el gabinet. No obstant això, el ministre, Leon Benzaquen, no va superar la primera reorganització del gabinet, ni es van nomenar jueus en un nou gabinete.24 Si bé són cordials les relacions amb la comunitat jueva en els més alts nivells governamentals, aquestes actituds no van ser compartides pels graus inferiors, que mostraven des del tradicional menyspreu fins a l'oberta hostilidad.25 Marroc va incrementar la seva identificació amb el món àrab, i la pressió sobre les institucions d'ensenyament jueva perquè arabitzaran la seva cultura es va agregar als temors dels jueus del Marroc. 25 L'emigració a Israel va passar de 8171 a 1954-24994 en 1955, augmentant encara més en 1956. A partir de 1956, l'emigració a Israel es va prohibir fins a 1961. Van ser moments en els quals als jueus, per exemple, no se'ls permetia ni tan sols tenir comunicació postal amb Israel.26 Durant aquest temps, però, va continuar l'emigració clandestina, fins i tot en pasteres amb destinació a Gibraltar, 26 i altres 18.000 jueus van sortir del Marroc. El 10 de gener de 1961, el vaixell Price, que ja havia realitzat nou viatges traient clandestinament a jueus que fugien del país, 26 es va enfonsar davant la costa nord del Marroc, la publicitat negativa associada a això va impulsar al Rei Mohammed V a permetre novament l'emigració, i durant els tres anys següents més de 70.000 marroquins jueus van abandonar el país.27 el 1967, només quedaven 50.000 jueus.
La Guerra dels Sis Dies en 1967 va donar lloc a un augment de les tensions entre àrabs i jueus a tot el món, també al Marroc, pel que va continuar l'emigració jueva. A les principals poblacions del país, els jueus van tornar a ser perseguits i els seus negocis boicotejats, ja que no van rebre cap pagament dels deutes contrets pels altres marroquins. A principis de la dècada del 70, la població jueva es va reduir a 25.000, però la major part d'aquesta onada d'emigració va anar a França, Bèlgica, Espanya i el Canadà en lloc d'Israel.
Malgrat el seu escàs nombre actual, hi ha alguns jueus que segueixen exercint un paper destacat al Marroc. El rei conserva un assessor superior jueu, André Azoulay, i les escoles jueves i sinagogues reben subsidis del govern. No obstant això, de vegades hi ha hagut atacs (sobretot d'Al-Qaida) en bombardejar un centre de la comunitat jueva a Casablanca, i no cessa la retòrica antisemita de grups radicals islamistes. Les invitacions que va realitzar Rei Hassan II perquè tornin els jueus no han estat tingudes en compte pels que havien emigrat.
El 1948, entre 250.000 i 265.000 jueus vivien al Marroc (algunes fonts parlen de 400.000 jueus vivint el 1950). Pel 2001 s'estima que vivien només 5230.

### Egipte

Egipte

Egipte va ser una vegada la llar d'una de les més dinàmiques comunitats jueves en la diàspora. Els Califes als segles IX, X XI d'aquesta era van exercir diverses polítiques repressives, que van culminar en assassinats en massa i la destrucció del barri jueu al Caire el 1012. Les condicions van variar des de llavors i amb l'adveniment de l'Imperi otomà en 1517, es van deteriorar novament. Hi va haver com a mínim sis persecucions per libelo de sang a les ciutats entre 1870 i 1892. El 1948, aproximadament 75.000 jueus vivien a Egipte. Uns 100 continuen vivint avui, majoritàriament al Caire. El 1948, els barris jueus del Caire van patir atacs amb bombes que van matar almenys a 70 jueus. Altres centenars de jueus van ser empresonats i confiscats tots els seus béns. El 1954 israelians i egipcis jueus van ser detinguts per atemptats a Egipte a blancs americans. Això va servir de pretext per aprofundir la persecució del que restava de la comunitat jueva d'Egipte. Després de la Guerra del Sinaí de 1956, Egipte va expulsar més de 25.000 jueus, confiscant tots els seus béns, i altres 3000 van ser empresonats. Prop de 1000 més van ser detinguts. El 1967, els jueus van ser detinguts i torturats, i les cases dels jueus van ser confiscades. El 1970, Nasser va deixar en llibertat als caps de família jueus empresonats des de 1967, i l'emigració continua.
En temps més recents, els fraudulents Protocols dels Savis de Sion han estat publicats i promoguts com si fossin autèntics registres històrics, alimentant així sentiments antisemites a l'opinió pública d'Egipte. La primera traducció en àrab es va publicar també al Caire en 1951.29 Durant la presidència de Gamal Abdel Nasser, Egipte va ser la principal font de propaganda antisemita distribuïda internacionalment. El 1960, els Protocols van ser presentats en un article publicat per Salah Dasuqi, governador militar del Caire, al Majallaaa, la revista oficial de cultura.30 En 1965, el govern egipci va publicar un fullet en idioma anglès titulat Israel, l'enemic d'Àfrica i el va distribuir per tots els països de l'Àfrica anglòfona.31
A l'octubre de 2002, l'empresa egípcia privada de televisió Dream TV va produir el «drama històric» Un cavaller sense cavall (Fars Bela Gewad), en gran part basada en els Protocols, que es va difondre a 17 canals de televisió per satèl·lit de llengua àrab, inclosos els de propietat del govern d'Egipte, Televisió (ETV), durant un mes, causant preocupació a Occident.33

### Tunísia

Tunísia

Els jueus han viscut a Tunísia almenys durant 2300 anys. Al segle xiii, els jueus van ser expulsats de les seves llars a Kariouan, i van ser encaminats a guetos, coneguts com a hara i van ser obligats a portar roba diferent per poder ser identificats. Hi va haver jueus que van ocupar diversos alts càrrecs al govern de Tunísia. Diversos prominents comerciants internacionals de Tunísia van ser jueus. Entre 1855 a 1864, Muhammad Bey va anul·lar les lleis dels dhimmi, però van ser reinstaurades després dels disturbis anti-jueus que van seguir almenys fins a 1869.
Tunísia, va ser l'únic país de l'Orient Mitjà sota directe control dels nazis durant la Segona Guerra Mundial, també va ser lloc d'activitats antisemites com a camps de concentració, deportacions, persecució i altres.
El 1948, aproximadament 105.000 jueus vivien a Tunísia. Prop de 1500 hi continuen vivint avui dia, majoritàriament a Djerba, Tunísia, i a Zarzis. Després de la independència de Tunísia de França en 1956, una sèrie de polítiques anti-jueves conduir a l'emigració, dels quals la meitat van emigrar a Israel i l'altra meitat a França. Després dels atacs el 1967, l'emigració jueva a Israel i França es va accelerar. També hi va haver atacs a 1982, 1985 i, més recentment, el 2002, quan una bomba a Djerba es va emportar 21 vides, la majoria d'ells turistes alemanys, prop de la sinagoga, en un atemptat terrorista reivindicat per Al-Qaida.

### Iemen

Iemen

El 1948 hi havia al voltant de 63.000 jueus al Iemen, inclòs Aden. Avui en dia, n'hi queden només uns 200. En 1947, van matar almenys a 80 jueus en els disturbis d'Aden. Les condicions de vida cada vegada més hostils van induir al govern d'Israel a realitzar l'Operació Catifa Màgica, amb l'evacuació de 50.000 jueus del Iemen cap a Israel entre 1949 i 1950. L'emigració va continuar fins a 1962, quan la guerra civil va esclatar al Iemen.
Els jueus del Iemen van estar permanentment subjectes a restriccions que afectaven la vestimenta, el pentinat, la propietat, l'habitatge, el matrimoni, etc. En virtut del «Decret d'Orfes », molts jueus orfes per sota de la pubertat se'ls considerava com musulmans. Aquesta pràctica va començar a finals del segle xviii, va ser suspesa en virtut de la dominació otomana, però va ser reinstaurada el 1918. La majoria dels casos van ocórrer en la dècada de 1920, però es van produir altres casos fins a la dècada de 1940.

### Iraq

Iraq

El 1948, hi havia aproximadament 150.000 jueus a l'Iraq, i el gruix de la comunitat estava concentrada a Bagdad. En 1941, arran del cop d'estat realitzat a Rashid Ali en pro de les Potències de l'Eix, els pogroms coneguts com a Farhud esclatar a Bagdad. Com a resultat del Farhud uns 180 jueus van ser assassinats i 240 ferits; 586 empreses propietat de jueus van ser saquejades i 99 llars de jueus van ser destruïts.
Com la majoria dels estats de la Lliga Àrab, l'Iraq inicialment va prohibir l'emigració dels ciutadans jueus després de la guerra de 1948 sobre la base que si se'ls permetia anar a Israel enfortirien aquest estat. No obstant això, la intensa pressió diplomàtica va provocar un canvi de mentalitat. Alhora, l'augment de l'opressió del govern sobre els jueus alimentada per un sentiment antiisraelià, al costat d'expressions públiques d'antisemitisme, van crear una atmosfera de temor i incertesa.
Al març de 1950, l'Iraq va aprovar una llei d'un any de durada que permetia als jueus a emigrar a condició de renunciar a la seva nacionalitat iraquiana. Iraq aparentment creia que lliurar-se dels jueus seria menys problemàtic, sobretot els sionistes, però retenir la minoria rica, que va exercir un paper important en l'economia iraquiana. Israel va muntar una operació denominada Esdres i Nehemies per portar a tots els jueus iraquians com sigui possible a Israel.
El registre per emigrar es va accelerar després que una bomba va ferir a tres jueus en un cafè. Dos mesos abans de l'expiració de la llei, en què al voltant de 85.000 jueus s'havien inscrit, una bomba a la sinagoga Masuda Shemtov va matar 5 jueus i va ferir a molts altres. La llei va expirar al març de 1951, però posteriorment es va estendre després que el govern iraquià va consignar i després va congelar els actius dels jueus que van escollir emigrar. Aquest mateix any el govern iraquià va aprovar una legislació que va fer que l'afiliació amb el sionisme sigui considerada com un delicte greu, i la « expulsió dels jueus que es van negar a signar una declaració de lluita contra el sionisme ». Durant els següents mesos, gairebé tots els jueus que restaven - uns 1000 - es van registrar per emigrar. En total, al voltant de 140.000 jueus van fugir de l'Iraq. Al maig 2009 el govern iraquià va informar que l'Iraq es negava indemnitzar als Jueus.

### Síria

Síria

Manifestants a Alep en 1947 van cremar el barri jueu de la ciutat i van assassinar 75 persones. El 1948, hi havia aproximadament 30.000 jueus a Síria. El govern sirià va imposar severes restriccions a la comunitat jueva, en particular sobre l'emigració. En les dècades següents molts jueus van aconseguir escapar, i la tasca de suports, en particular Judy Feld Carr, 37 en la fuita de jueus fora de Síria, ja que la seva difícil situació a Síria crido l'atenció del món, i va fer prendre consciència de la seva situació. Després de la Conferència de Madrid de 1991 els Estats Units va exercir pressions sobre el govern sirià per alleujar les seves restriccions als jueus, i per Pasqua el 1992, el govern de Síria va començar a concedir visats de sortida als jueus, a condició que no emigrar a Israel. La comunitat jueva de Síria ha emigrat, principalment als Estats Units i Israel. Hi ha una gran i vibrant comunitat jueva de Síria al sud de Brooklyn, Nova York.

### Algèria

Algèria

Hi havia 140.000 jueus amb ciutadania francesa des de 1870,breument revocada pel govern nazi de la França de Vichy el 1940.
Gairebé tots els jueus van fugir després de la independència d'Algèria el 1962. En la seva gran majoria van emigrar a França i la resta a Israel.
El 1962 va començar un període de relativa estabilitat sota un govern simpatitzant del socialisme. Fins al 1988 no es va permetre la legalització d'altres partits polítics diferents del que exercia el poder.
El 1991 el Front Islàmic de Salvació (FIS), un moviment fonamentalista, va guanyar la primera volta d'unes eleccions. Es va declarar l'estat d'emergència per impedir la seva arribada al govern, fet que va acabar en una violenta guerra civil.
Arran de la brutal guerra civil d'Algèria el 1991, hi va haver una declaració de guerra a tots els no musulmans del país. Les massacres generalitzades no van acabar fins a la pau i la consegüent celebració d'eleccions el 1997, on va ser escollit l'actual dirigent: Abdelaziz Bouteflika.
La Cabília continua sent un focus d'agitació a causa de la discriminació de la cultura amaziga, majoritària en aquesta regió.
La majoria dels 1300 jueus que encara vivien principalment a Alger i, en menor mesura Blida, Constantina i a Orà, van emigrar. La sinagoga d'Alger va ser abandonada el 1994.

### Líban

Líban

El 1948, hi havia aproximadament 20.000 jueus al Líban, amb les seves comunitats a Beirut i a prop de la Muntanya del Líban, a Deir al-Qamar, a Barouk, i a Hasbayah. Si bé durant el mandat francès va haver-hi una millora general en les condicions dels jueus, el règim de Vichy va imposar restriccions al respecte. La comunitat jueva va recolzar activament la independència del Líban després de la Segona Guerra Mundial.
Les actituds negatives cap als jueus van augmentar després de 1948. El 1967 la majoria dels jueus libanesos van emigrar als Estats Units, Canadà, França, i a Israel. La resta de la comunitat jueva va ser especialment afectada per les guerres civils al Líban. En 1971, Albert Elia, de 69 anys, Secretari General de la Comunitat Jueva Libanesa va ser segrestat a Beirut per agents sirians i empresonat sota tortura a Damasc al costat d'altres jueus sirians que havien intentat fugir del país. Una crida personal per l'Alt Comissionat de l'ONU per als Refugiats, el Príncep Sadruddin Agha Khan al president Hafez al-Assad no va garantir l'alliberament d'Elia, qui acabaria assassinat pels seus captors. En la dècada de 1980, el grup terrorista Hezbollah va segrestar a diversos empresaris jueus-libanesos. Avui queden menys de 100 jueus al Líban. 

### Líbia

Líbia

La regió que avui es coneix com a Líbia va ser la llar d'una de les més antigues comunitats jueves al món, que data d'almenys l'any 323 aC. El que va ser una vegada que la llar d'un gran i pròspera comunitat jueva, Líbia està ara completament buida de jueus a causa dels pogroms que els van obligar a emigrar a Israel. El 1948, al voltant de 38.000 jueus vivien allí.8 42
Una sèrie de pogroms van començar a Trípoli, al novembre de 1945, quan durant un període de diversos dies, més de 130 jueus (inclosos 36 nens) van ser assassinats, altres centenars van ser ferits i 4000 van quedar sense llar. A conseqüència 2400 es van reduir a la pobresa. Cinc sinagogues a Trípoli i altres quatre a ciutats van ser destruïdes, i més de 1000 residències i edificis comercials de ciutadans de religió jueva de ser saquejats només a Trípoli. Els pogroms es van reprendre al juny de 1948, quan 15 jueus van ser assassinats i 280 propietats de ciutadans jueus van ser destruïdes.
Entre l'establiment de l'Estat d'Israel el 1948 i la independència de Líbia al desembre de 1951 més de 30.000 jueus de Líbia van emigrar a Israel. El 1967, durant la Guerra dels Sis Dies, la població jueva - unes 4000 persones - va ser novament sotmesa a pogroms, en els quals 18 van ser assassinats, i molts altres ferits. El govern libi « instar els jueus de sortir temporalment del país», i limito a cadascun a prendre una maleta i l'equivalent a 50 dòlars. Al juny i juliol més de 4000 van viatjar a Itàlia, on van ser assistits per l'Agència Jueva. Uns 1300 van anar a Israel, 2200 van romandre a Itàlia, i la major part de la resta es va dirigir als Estats Units. Uns pocs van romandre a Libia.45 46
En 1970 el govern libi va emetre noves lleis per confiscar tots els béns dels jueus a Líbia, emetent a canvi uns bons a 15 anys. No obstant això, quan els bons van vèncer no es va pagar cap indemnització. El dictador libi Muammar Gaddafi es va justificar sobre la base que « l'alineació dels jueus amb Israel, l'enemic de les nacions àrabs, han perdut el seu dret a la compensació » .47
Encara que la principal sinagoga a Trípoli va ser renovada el 1999, no ha tornat a obrir les portes per als serveis religiosos. L'últim jueu a Líbia, Esmeralda Meghnagi va morir al febrer de 2002. Això va marcar la fi d'una de les comunitats més antigues del món, que remunta els seus orígens al segle iii a. Israel és la llar de prop de 40.000 jueus d'ascendència líbia, que mantenen les seves tradiciones.48 49

### Bahrain

Bahrain

La petita comunitat jueva de Bahrain, majoritàriament descendents d'immigrants que van arribar al país a principis de 1900 procedents l'Iraq, eren uns 600 el 1948.
Arran de la partició del Mandat Britànic votat a les Nacions Unides el 29 de novembre de 1947, manifestacions en contra del resultat van sacsejar el món àrab entre el 2 al 5 de desembre. En els dos primers dies de disturbis a Bahrain van començar les accions directes contra la col·lectivitat jueva, amb manifestants llançant-los pedres, però el 5 de desembre les torbes a la capital Al-Manama van saquejar cases i comerços dels jueus, van destruir la sinagoga, i van copejar a tot jueu que estava al seu abast, assassinant així a una dona d'edat avanzada.50
En les dècades següents, la majoria de la col·lectivitat jueva va emigrar a altres països, especialment a Anglaterra. L'any 2006 només 36 quedaven al país.51
Les relacions entre els jueus i musulmans es consideren en general bones a Bahrain, sent l'únic estat a la península aràbiga on hi ha una comunitat jueva i l'únic estat del Golf Pèrsic amb una sinagoga.